# Haus der Vettier

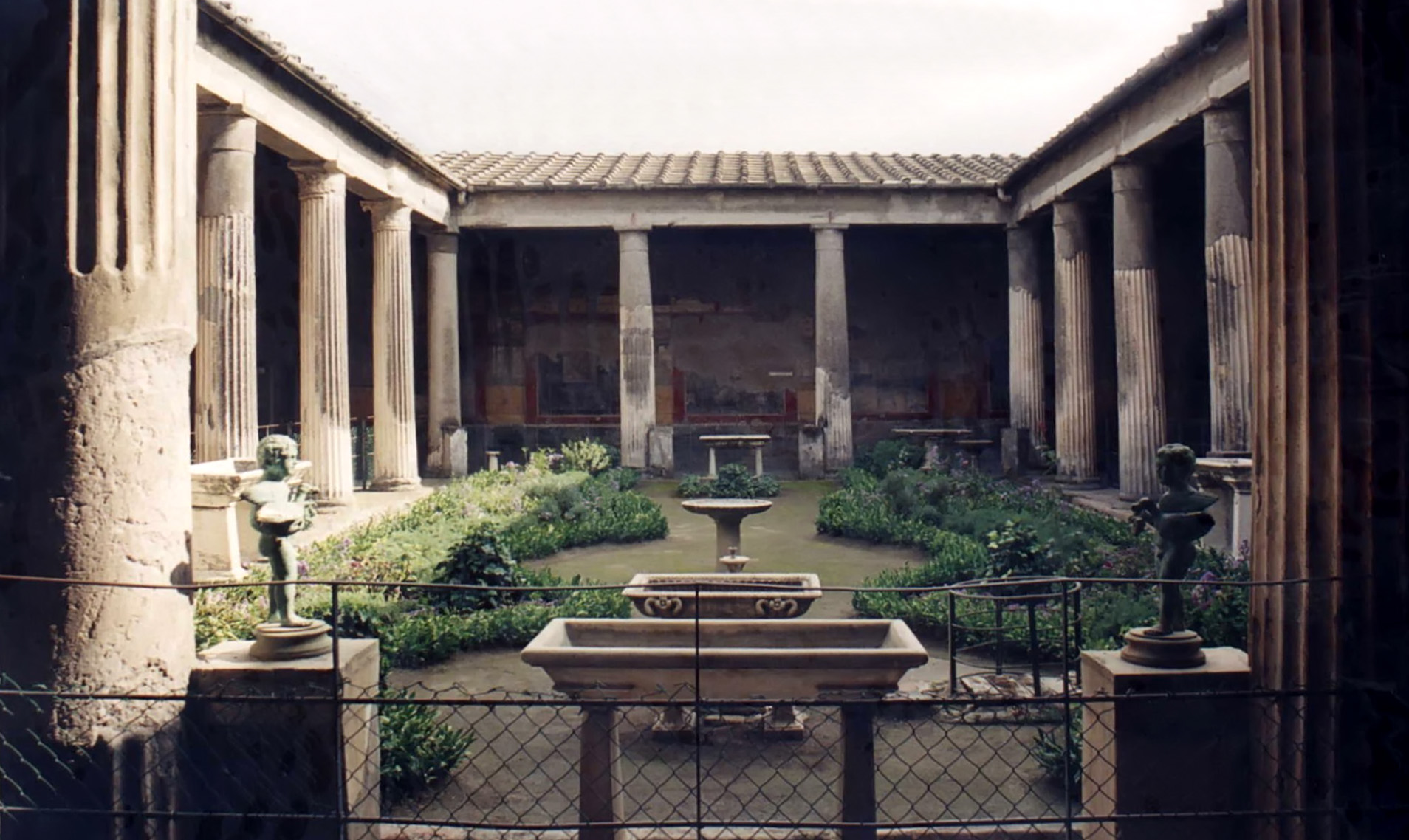
Blick in das Peristyl

Grundriss: Vom Haupteingang (rechts) gelangt man in das Atrium, an das sich unmittelbar das Peristyl anschließt

Haus der Vettier (italienisch Casa dei Vettii) ist der moderne Name eines Wohnhauses einer wohlhabenden Familie von Kaufleuten im antiken Pompeji (VI 15,1), das beim Ausbruch des Vesuv im Jahr 79 n. Chr.verschüttet und bei den Ausgrabungen wieder freigelegt wurde. Das Haus ist relativ klein, jedoch repräsentativ gestaltet und verfügt über bedeutende Wandmalereien des 4. Stils. 
Die antiken Eigentümer des Hauses waren Aulus Vettius Conviva und Aulus Vettius Restitutus. Ihre Namen fanden sich auf zwei Bronzesiegeln vor einer Geldtruhe im Hauptatrium. Die Herkunft dieser Personen ist umstritten. Einerseits wird angenommen, dass es sich um Freigelassene eines Vettius handelt, denn bei Freigelassenen war es üblich, dass sie den Familiennamen ihres Patrons annahmen. Andererseits spricht auch nichts dagegen, dass es sich um echte Vettier handelt, deren Mitglieder in Pompeji weit verbreitet waren.
Der Haupteingang des Hauses lag im Osten, wo man von dem Vestibül in die Fauces kam, wo sich ein Bild des Priapos an die Wand gemalt fand (siehe Bild). Von dort aus kam man direkt in das tuskanische Atrium, das sich an der Stirnseite unmittelbar zum Peristyl-Garten des Hauses öffnete, der reich mit Springbrunnen und Skulpturen ausgeschmückt war.
Der Wirtschaftstrakt des Hauses lag im Norden mit einem eigenen kleinen Atrium und einem weiteren kleinen Peristyl. 
Das Haus ist vor allem wegen seiner Wandmalereien bekannt. Im Norden des großen Peristyls befand sich ein Saal (der Oecus), dessen Wände in einer schwarz-roten Dekoration des 4. Stils ausgemalt worden sind und zu den feinsten Arbeiten ihrer Zeit gehören (siehe Bild). Im Osten gab es vom Garten ausgehend zwei Triclinien. Im Süden lag das sogenannte Pentheus-Zimmer, das nach einem großen Bild des Pentheus an der Rückwand so benannt wurde. Die Malereien zeigen großartige Architekturen in gelber Rahmung. Das Ixion-Zimmer liegt im Norden (benannt nach einem Gemälde an der Rückwand, das Ixion zeigt). Auch dieser Saal ist mit großartigen Malereien 4. Stils dekoriert.
Das Haus wurde gleich nach der Ausgrabung im Jahr 1894 überdacht. Die Malereien sind dadurch besonders gut erhalten. Das Haus bildet eine der Hauptattraktionen von Pompeji, war über einen längeren Zeitraum wegen umfangreicher Konservierungsmaßnahmen nicht zugänglich und wurde im Dezember 2016 wiedereröffnet.

## Wandmalereien

Priapos-Fresko
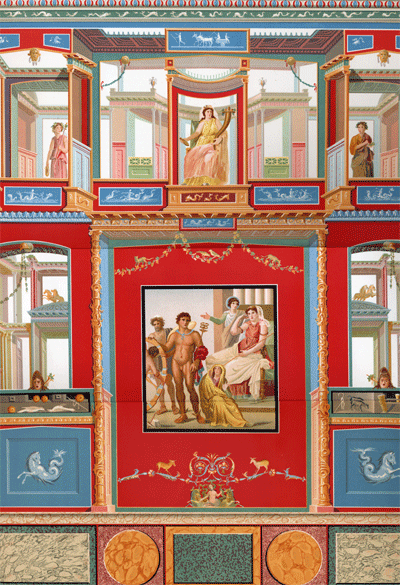
Wandmalereien im Ixion-Zimmer (Rekonstruktion)
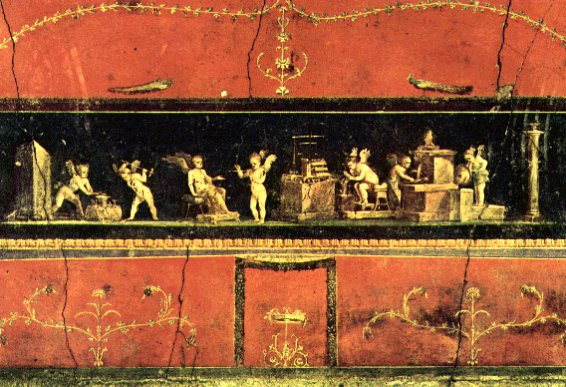
Ausschnitt der Wandmalerei im 4. Stil im Oecus
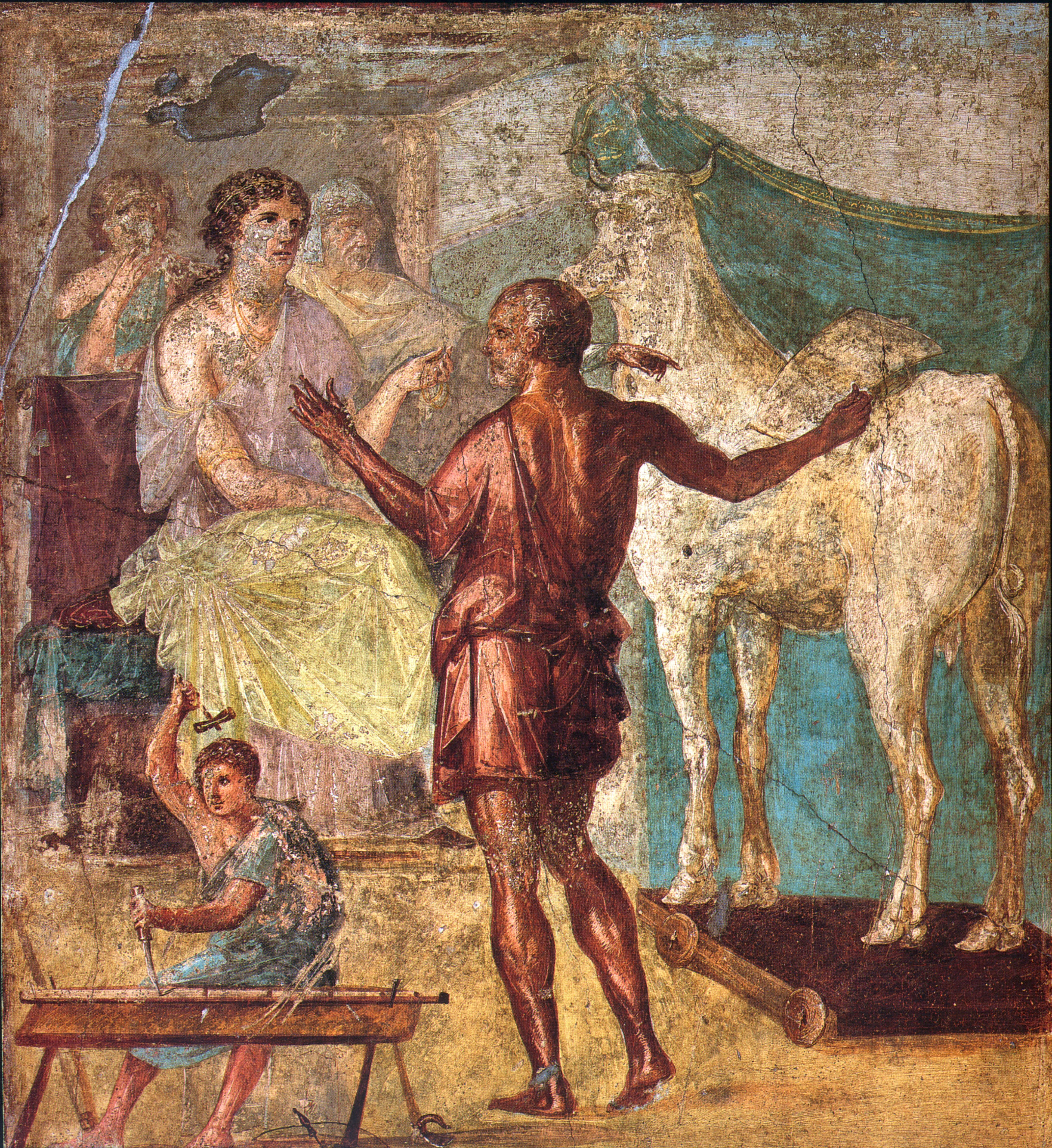
Daedalus und Pasiphae
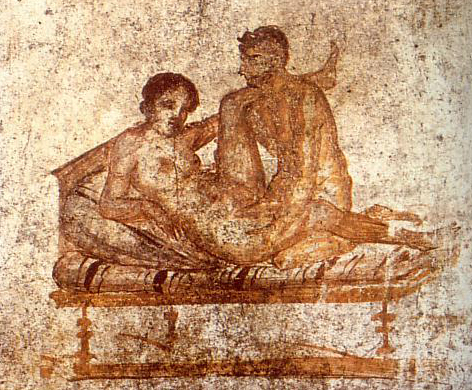
Erotische Darstellung im Cubiculum
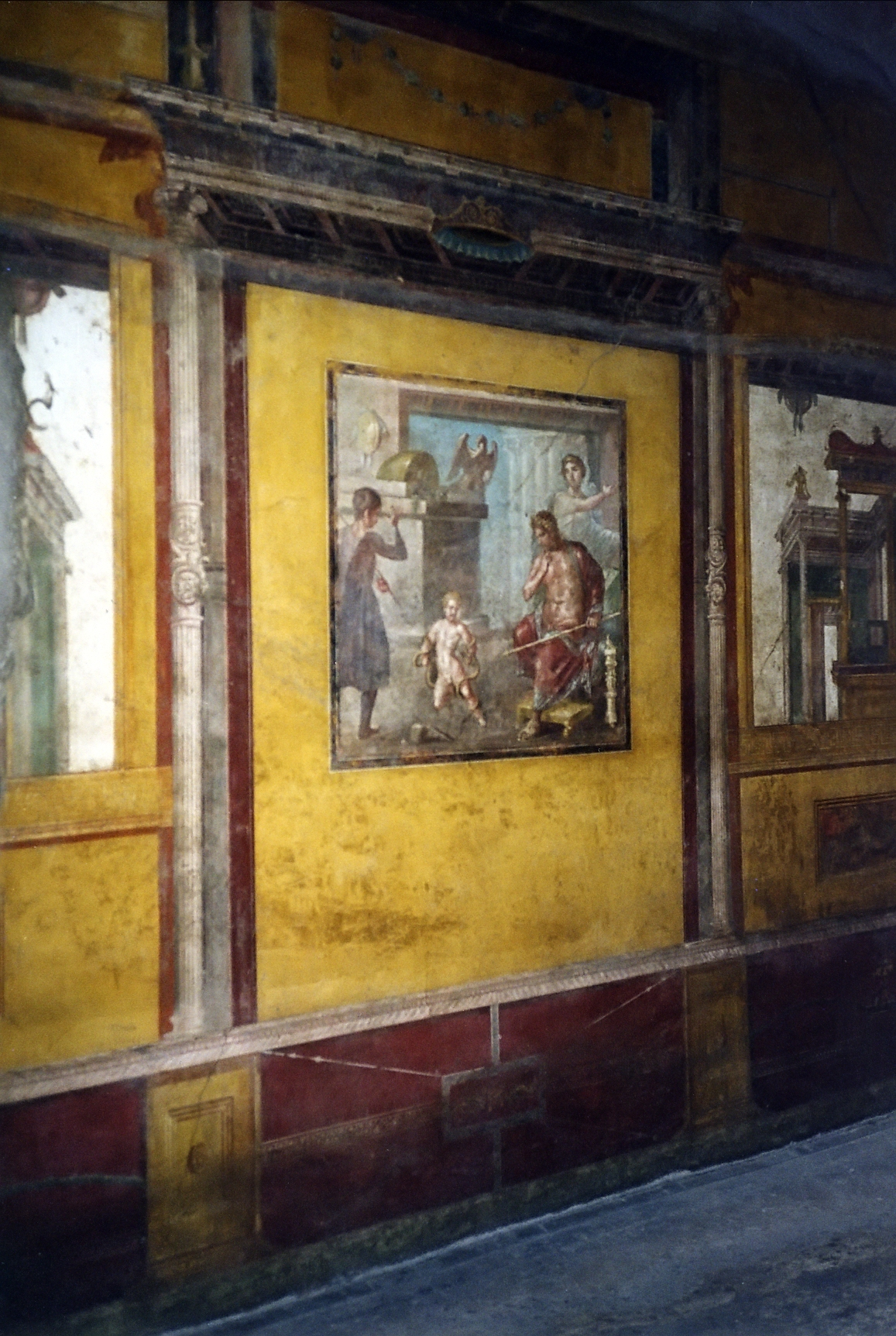
Wandmalerei im Oecus
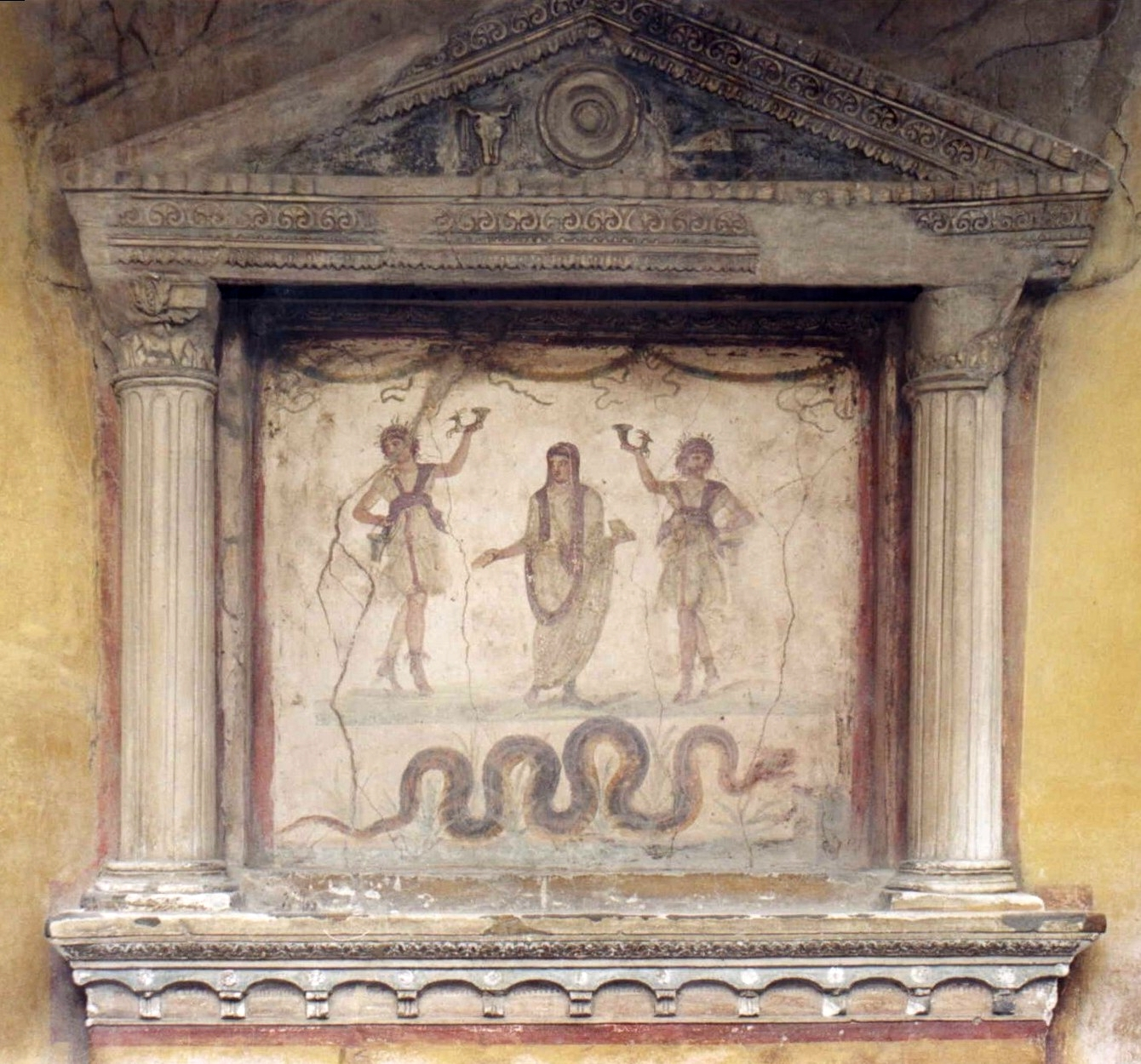
Lararium